# Petticoating
Il petticoating, chiamato anche pinaforing, è un tipo di femminilizzazione usata in ambito BDSM che costringe un uomo a vestirsi come una ragazzina.
Vi è qualche prova che una tale pratica sia stata utilizzata occasionalmente come punizione disciplinare altamente umiliante a cui sottoporre i ragazzi ribelli, esempi al riguardo risalgono all'epoca vittoriana: a volte gli adolescenti maschi venivano costretti a svolgere compiti considerati parte del "lavoro femminile" e vi sono sostenitori del fatto che le madri che educavano i figli in tal modo soddisfacessero il loro desiderio frustrato di non aver avuto figlie femmine. Vi sono infine testimonianze che un tale tipo di castigo abbia fatto poi sviluppare in età adulta un feticismo di travestimento.
È presente sia come sottogenere della letteratura erotica  che come espressione di fantasia sessuale.

## Gioco di ruolo sessuale
Nel contesto prettamente fetish queste attività sono di solito fortemente esagerate e sessualizzate e comprendono elaborate forme di umiliazione erotica pubblica. Il gioco di ruolo sessuale può includere anche l'esser costretti a truccasi o usare oggettistica varia collegata al mondo delle ragazze.
Quando si verifica all'interno del rapporto coniugale, diventa un mezzo attraverso cui la moglie può esercitare un forte controllo sul marito: questo può comportare vari capi di abbigliamento femminile o biancheria intima in una varietà di contesti, che va dall'indossare un grembiule mentre esegue i lavori di casa fino ad indossare il reggiseno sopra il normale abbigliamento maschile.
Tale fantasia ruota intorno alla costrizione, sotto la minaccia di punizione corporale, di sottoporsi ad umiliazione erotica e/o pubblica; questo fino a quando lo scenario di gioco non ha termine. In qualche modo è correlato al CFNM.

## Opinioni accademiche
Stella Gonzalez-Arnal del Dipartimento di Filosofia presso l'Università di Hull in Inghilterra vede il petticoating (in ambito erotico) come una "forma politicamente scorretto della sessualità", in cui "abbigliamento femminile e le occupazioni tradizionali delle donne" sono considerati "come inferiori e naturalmente umilianti; rafforza stereotipi indesiderati che caratterizzano la femminilità come sottomessa, passiva, impotente". Ma aggiunge anche: "Io sostengo che il petticoating è una forma politicamente ambigua della sessualità che può però avere anche letture positive. Può essere educativo e terapeutico se sovverte le nostre nozioni di mascolinità e femminilità."

## Riferimenti letterari
Un certo numero di romanzi erotici del periodo vittoriano contengono scene di petticoating
- 1879-80: The Pearl, A Journal of Facetiae and Voluptuous Reading. Nota rivista pornografica contenente anche un resoconto della flagellazione subita da un uomo vestito da giovane donna
- 1888: La mia vita segreta di "Walter" (Autobiografia erotica di un anonimo vittoriano). Classico erotico dell'epoca in cui il protagonista è testimone di una sessione di birching fatta subire da una prostituta a un uomo mentre questi indossa capi d'abbigliamento da ragazza.[9]
- 1893: Gynecocracy : A Narrative of the Adventures and Psychological Experiences of Julian Robinson del "Visconte Ladywood" l'autore racconta delle punizioni subite da ragazzo, quando quattordicenne viene costretto ad indossare abiti da ragazzina e a subire frequenti punizioni fisiche tramite caning.[10][11][12]